# 謝和弦

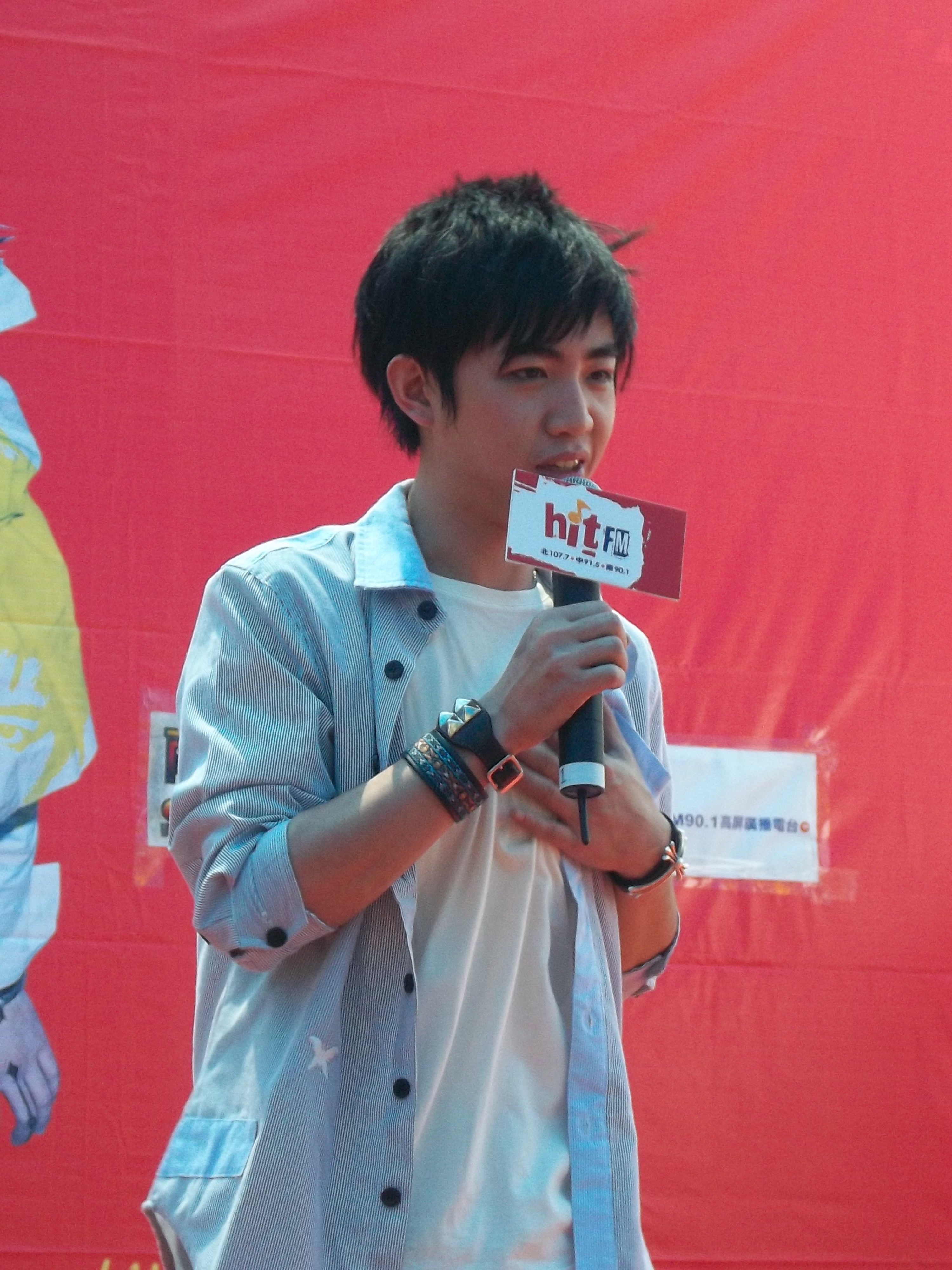
謝和弦

謝 和弦（シエ・ホーシエン、1987年4月15日 - ）は、台湾などの中国語圏芸能界で活動する台湾出身の男性歌手、俳優。愛称は英: a Chord、阿釦、鬼戰音叉。

## プロフィール
- 氏名：謝和弦
- 愛称：a Chord(阿釦)
- 出生地： 台湾 南投県 埔里鎮
- 生年月日：1987年4月15日
- 身長：172cm
- 体重：55kg
- 血液型：O型
- 星座：牡羊座
- 担当：ギター、歌、作曲、作詞
- 好きな人物：周星馳、家族
- 好きな歌手：張震嶽、黃立行、阿弟仔
- 好きなグループ：潑猴樂團、五月天、東城衛
- 好きな俳優：那維勳、藍心湄、陳博正
- 好きな食べ物：家族が作る料理なら何でも
- 好きな色：青、黒、白、赤
- 好きな場所：海辺
- 好きな音楽：流行歌、R & B、Hip Hop、搖滾、金屬、白爛

## 来歴
- 2020年9月、Keanna（戴怡軒）と離婚[1]。
- 2021年2月20日、「春櫻(Springsakura)」のメンバーだった莉婭（陳莉涵）と、彼女の誕生日である6月10日に再婚すると発表[2][3]。
- 2022年10月25日、長女が誕生[4]。

## 音楽作品
- 18禁
- 老伴
- 沒錄用
- 世界大戰
- 自言自語
- 深夜凌晨
- 埔里名產
- 我需要你
- 給維納斯
- 誰人愛我
- 為了你偷渡
- 自由的鐵籠
- 我是這麼想
- 終於說出口
- 結局口
- 聽我碎碎念
- 卡美卡美卡
- 讓你流淚的歌
- 和弦的真心話
- 還是一樣挺你
- 謝謝你這麼愛我
- 腐敗政府狗屁社會
- 私立學校學費就貴欸

### シングル
- 『我叫做謝和弦～謝和弦是我的本名』(EP) - 2009年02月26日発売
- 『地球其實沒有那麼危險』（圖文誌+樂團創作EP）-　2009年12月11日発売

### アルバム
- 『雖然很芭樂』 - 2009年04月15日発売
- 『於是長大了以後』 -　2011年5月27日発売
- 『不需要裝乖』 -　2015年6月5日発売
- 『要你知道』 -　2016年8月26日発売
- 『像水一樣』 -　2018年12月14日発売
- 『2203扣人心弦(上)』 -　2020年12月31日発売

## 出演

### テレビ番組
- 我猜我猜我猜猜猜-獵星小組冠軍 (http://www.tudou.com/programs/view/J78vbFhCriA/ ）
- 我愛黒渋会〈zh:唐禹哲のバック伴奏〉 (https://www.youtube.com/watch?v=i_i6BuBTNrY ）
- 娯楽百分百〈唐禹哲のバック伴奏〉 (https://www.youtube.com/watch?v=Jca1UcGbZ3g ）
- 男人壞壞WHY (zh:藍心湄好友身分)〈2007年6月29日放送〉
- 女人我最大〈2007年8月7日放送〉

### ミュージックビデオ
- 張智成 - CAP GIRL
- S.H.E - 安全感
- 唐禹哲-愛我
- 蔡健雅 - 晨間新聞

### ドラマ
- 香草戀人館(2004年) 特別出演
- KO One～終極一班～(2005年) - シャーク 役
- 卒業生「黒色暑假」(2006年) - 阿國 役
- 花ざかりの君たちへ～花様少年少女(2006年) - 司馬樹(萱島大樹) 役
- KO Two～終極一家～(2006年) - A-Chord 役

## 雑誌
- 壹週刊(311期-P.182)【台湾】
- BANG!(101期-P.35)【台湾】
- 新Monday(346期)【香港】
- 新Monday(358期)【香港】

## エピソード
小学生の時に祖父からもらった古いギターで初めて曲を作って以来、ずっとミュージシャンになる夢を抱き続けてきた。その祖父がつけてくれたという本名の謝和弦は、まさに音楽をするために生まれてきたかのようだ(和弦を英訳するとa chord=音楽記号)。これまでに創作した楽曲は200曲近くにのぼり、その多くが日々の生活や周りで起こった出来事を題材にしている。